# Jorge Magano
Jorge Magano Rodríguez (Madrid, 10 d'octubre de 1976) és un escriptor espanyol llicenciat en Història de l'Art.
Va ser guionista i col·laborador del programa de ràdio Cinema M80 en M80 Ràdio. Des de l'any 2005 treballa en el Museu Thyssen Bornemisza i en la direcció de l'espai BSO en l'emissora en línia Radiocine. En televisió ha treballat en els guions de la sèrie Ángel o dimoni emesa per Telecinco. El 2014 va guanyar el Primer Premi Literari Amazon Storyteller amb la seva novel·la La mirada de pedra.

## Obra
- La Isis daurada (Jaime Azcarate I) (2007)
- Fabuland (2009)
- El noi que no mirava als ulls (2010)
- On neixen els miracles (Jaime Azcarate II) (2012)
- Museum (2013)
- La mirada de pedra (Jaime Azcarate III) (2014). Novel·la guanyadora de l'I concurs literari d'autors 'indie'[4][5]